# Bifenil
El bifenil, difenil, fenilbenzè o 1,1'-bifenil és un compost orgànic sòlid que es forma de manera incolora a cristalls grocs. Té una aroma molt agradable. El bifenil és un hidrocarbur aromàtic amb una fórmula molecular C  12  H  10 . És conegut per ser un producte inicial en la producció de bifenils policlorats (PCBs), que va ser utilitzat àmpliament com a fluid dielèctric i agent de transferència de calor. També és un intermediari per a la producció com a amfitrió d'altres compostos orgànics com emulgents, il·luminadors òptics, productes insecticides i plàstics.

## Propietats
El bifenil es troba de manera natural en quitrà mineral, cru i gas natural, i pot ser produït amb aquests materials a partir de la destil·lació. És insoluble en aigua, però és soluble en solvents orgànics comuns. La molècula bifenil consisteix en dos anells de benzè connectats, sense cap funcionalitat addicional, i en conseqüència no és molt reactiva. El punt d'inflamabilitat és de 113 °C i el seu temperatura d'autoignició és de 540 °C.

## Estereoquímica
Hi ha una rotació en l'enllaç CC entre els dos fenil, i especialment en els seus derivats orto-substituïts, estan impedits estèriques. Per tant, alguns bifenils substituïts presenten atropisomerisme, una condició on els isòmers individuals C ₂ simètrics són conformacionalment estables. Alguns derivats, en algunes molècules afins com el BINAP, té aplicació com lligands en la síntesi asimètrica.

## Aspectes biològics
El bifenil prevé el creixement de floridura i fongs, i es fa servir com conservant (E230, en combinació amb E231, E232 i E233), particularment en la preservació dels cítrics durant el seu transport. És mitjanament tòxic, però pot ser degradat biològicament per conversió a components no tòxics. També algunes bacteris posen anells aromàtics de bifenil afegits amb molècules d'oxigen. S'ha demostrat que alguns bacteris que poden degradar bifenil, també poden degradar bifenils policlorats (PCBs), una substància sintètica que és més perjudicial a l'ambient que les seves contraparts naturals.

## Compostos
Els bifenils substituïts poden ser preparats de manera sintètica amb reaccions d'acoblament com la reacció de Suzuki i la reacció de Ullmann. Els bifenils policlorats actuen com congelació i els bifenils polibromats són retardants del foc. Un compost del bifenil apareix en algunes drogues com valsartan i telmisartan.